# Louis Forton
Louis Forton (Sées, 14 marzo 1879 – St.Germain-en-Laye, 15 febbraio 1934) è stato un fumettista francese precursore del fumetto nel suo Paese. Fu autore della serie a fumetti Les Pieds Nickelés che venne prodotta anche dopo la sua morte per oltre un secolo.

## Biografia

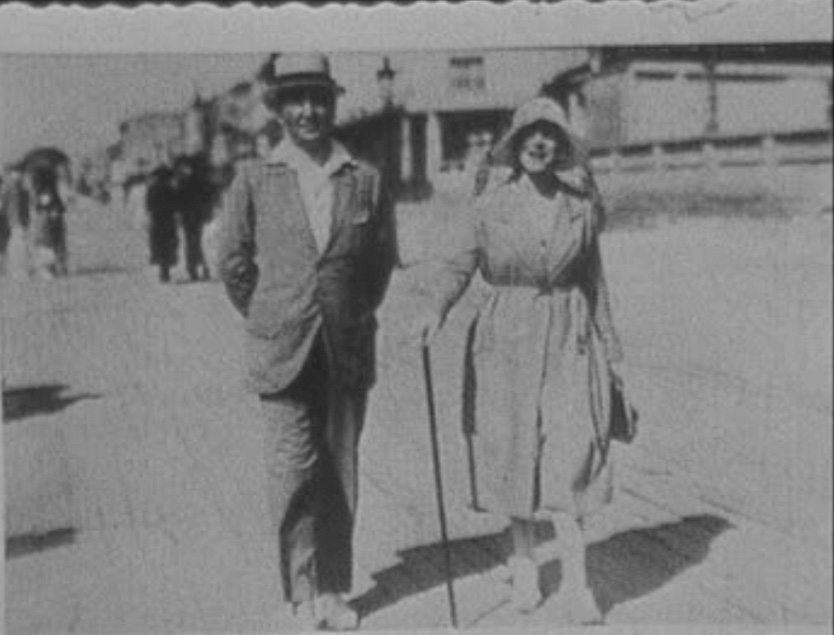
Louis Forton sua moglie

Figlio di un venditore di cavalli, divenne un fantino da corsa; durante questa attività conobbe i fratelli Offenstadt, all'epoca editori i quali progettavano di pubblicare una rivista per bambini; Forton nel maggio 1904 esordì come artista grafico per la loro rivista L'Illustré dove l'anno stesso pubblicò il suo primo fumetto, "L'Histoire du Sire de Ciremolle". La rivista ebbe vita breve e nel 1906 venne sostituita da un'altra, Le Petit Illustré, della quale Forton fu uno dei principali contributori. Nello stesso periodo realizzò anche illustrazioni umoristiche per riviste militari oltre che per altre pubblicazioni di altri editori come Polichinelle edito da Flammarion e Le Petit Illustré Amusant pubblicato da Fayard e per L'American Illustré edito da Librairie Mondiale nel biennio 1907/1908. In questo periodo usò anche pseudonimi come Tom Hatt, Tommy Jackson e W. Paddock per firmare storie come "Isidore Mac Aron", "Anatole Fricotard" e "Aventures de Séraphin Laricot".

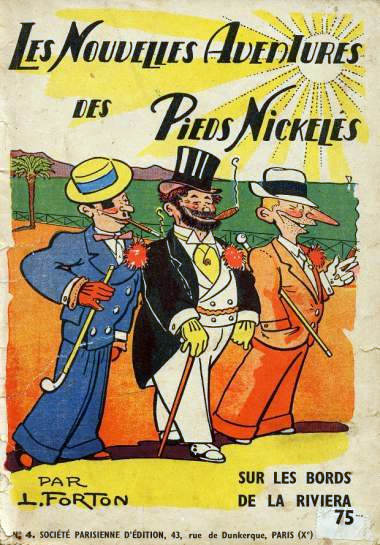
Copertina di un albo dedicato a Pieds Nickeles

Nell'aprile 1908 i fratelli Offenstadt fecero esordire una nuova rivista, L'Épatant, della quale fu l'artista principale realizzando numerose copertine e illustrazioni e sulla qual, nel n.9 del 4 giugno 1908, esordì il primo episodio della serie a fumetti Les Pieds Nickelés che inizialmente venne pubblicata in formato di fumetti testuali, ovvero con il testo scritto sotto le immagini, com'era consuetudine in tutta Europa, anche se Forton avrebbe preferito usare i balloon; la serie fu comunque da subito un successo grazie all'umorismo che spesso ridicolizzava le istituzioni e le classi dominanti e alle caricature di personaggi reali ricchi e famosi come il presidente francese e il re inglese.
Forton era uso lavorare solo la mattina, per poi dedicarsi alle corse di cavalli a Parigi; questo causò alcune interruzioni della serie a fumetti; nonostante questi ritardi, produsse anche altre serie disegnando per La Vie de Garnison, Mon Copain du Dimanche (1911), Le Croix d'Honneur (1918), Fillette e Le Pêle-Mêle (1924) oltre che per L'Épatant e Le Petit Illustré firmandosi con lo pseudonimo Piccolo. Nel 1924 fece esordire una nuova seria a fumetti, Bibi Fricotin sulla rivista Le Petit Illustré e, nel 1925, Ploum, pubblicato su L'Épatant. Collaborò dal 1931 al 1934 anche alla rivista La Revue du Cires Sultanes.
Sia la serie di Les Pieds Nickelés che quella di Bibi Fricotin vennero realizzate dall'autore fino alla morte che avvenne nel 1934 a Saint-Germain-en-Laye, a seguito di un intervento chirurgico.